# Zalman Jaime Bronfman

Zalman Jaime Bronfman (6 de enero de 1935 - 12 de julio de 2011) fue un médico homeópata argentino que siguió el abordaje clásico de Samuel Hahnemann, tuvo una notoria influencia de James Tyler Kent y se identificó como discípulo de Tomás P. Paschero. Varios de sus libros han sido traducidos al inglés, portugués e italiano.
Bronfman estudió Medicina en la Facultad de Medicina de la Universidad de Buenos Aires donde se graduó en 1959 y se especializó en Pediatría. Se desempeñó como médico en el Hospital Israelita y en el Hospital de Niños de Buenos Aires.
Ya como homeópata, fue profesor titular de Materia Médica Homeopática, Profesor Consulto y Director de Ateneos Clínicos en la Escuela Médica Homeopática Tomás P. Paschero. Actuó como Director de la Revista Acta Homeopáthica Argentinensia y fue profesor invitado de varias escuelas homeopáticas de Uruguay, Brasil, Venezuela Ecuador, Italia, España, Austria y Grecia.

## Sus Contribuciones a la Homeopatía
Luego de finalizados sus estudios de la carrera de medicina, su especialización en pediatría y su formación en la Escuela Homeopática, realizó más de 60 trabajos científicos. 
Algunas de sus más notorias contribuciones fueron el concepto del dinero, la comprensión de la identidad y el doble, los conceptos de las ilusiones, sueños y delirios, y el uso del lenguaje en el diagnóstico para manejar el concepto de los remedios y el concepto de la enfermedad para encontrar el simillimum que lleve a la cura. Este enfoque está materializado en sus libros que aportaron un nuevo sesgo a la homeopatía y expandieron las posibilidades de la homeopatía clásica (unicista) en el mundo.

## Libros Publicados
- Guía para padres, ISBN 950-556-416-3, Editorial Galerna, 2006.
- Diálogos con un homeópata, ISBN 978-950-587-076-9, Editorial Club de Estudio, 1998.
- El dinero en la Materia Médica Homeopática, ISBN 950-587-075-2, Editorial Club de Estudios, 1999.
- La identidad y el doble en la Materia Médica Homeopática, ISBN 950-587-068-X, Editorial Club de Estudios, 2004.
- Ilusiones, sueños y delirios en homeopatía, ISBN 950-587-078-7, Editorial Club de Estudios, 1999.
- El malhumor de los homeópatas, ISBN 978-950-240-569-8, Editorial Albatros, 1992.
- Apuntes de consultorio, ISBN 978-950-17-5014-0, Editorial Kier, 2013.